# José Luis López Sangil
José Luis López Sangil (1938-2016) fue un ingeniero industrial e historiador español.

## Biografía
José Luis López Sangil nació en La Coruña el 27 de marzo de 1938. Cursó sus primeros años de enseñanza en el colegio Maristas Cristo Rey y continuó su carrera como Ingeniero Industrial en la Escuela Técnica Superior de Ingenieros Industriales de Barcelona.
Se casó en Plasencia en 1967 con Carmen García Álvarez con la que tuvo tres hijos. Falleció en marzo de 2016 en La Coruña, a la edad de setenta y siete años, como consecuencia de una larga enfermedad crónica.

## Carrera profesional
Toda su vida profesional giró en torno al mundo de las fábricas de aluminio, inicialmente en la fábrica de aluminio Pechiney, ubicada en la ciudad de Saint Jean de Maurienne, Francia.  En años posteriores fue jefe de proyecto y encargado de la puesta en marcha de la fábrica de alúmina-aluminio en San Ciprián, provincia de Lugo, y posteriormente director de dicha planta hasta 1985, año en el que se trasladó a su ciudad natal y se incorporó como director de la fábrica de aluminio primario INESPAL S.A. Terminará su carrera profesional en el 2002 como director técnico para las fábricas de aluminio españolas.
Fue decano del Colegio Oficial de Ingenieros Industriales de Galicia, presidente de la Asociación de Ingenieros Industriales de Galicia y patrono fundador del Instituto Tecnológico de Galicia. Ya ligado a sus múltiples aficiones: fundador y presidente de la Asociación Cultural de Estudios Históricos de Galicia, académico Numerario de la Academia Auriense-Mindoniense de San Rosendo y presidente de la Asociación de Amigos del Ferrocarril de La Coruña.

## Historiador
De manera paralela a su carrera profesional cabe destacar su afición a los temas relacionados con historia y arte medieval gallego, fundamentalmente en los siglos xi y xii, que tuvo como fruto una de las bibliotecas especializada más importantes y extensa de Galicia.
Publicó más de 45 trabajos sobre el monacato gallego. Su obra culmina con dos de los más importantes, el primero de ellos el libro sobre el Monasterio de Santa María de Monfero. A  raíz de años de riguroso trabajo e investigación de diversas fuentes documentales en pergamino escribió un estudio genealógico sobre la familia Froilaz-Traba (2002 y 2ª edición 2005) familia que usará como base para narrar las vidas y genealogías de personajes importante e influyente y poco estudiados hasta el momento de la nobleza altomedieval gallega de los siglos xi y xii.
Por último, en 2020, se publica post mortem, El monasterio cisterciense de Santa María de Monfero en su documentación, minuciosa transcripción de cientos de documentos conservados de Santa María de Monfero entre 1088 y 1300. Uno de sus más importantes trabajos, fruto de años de esfuerzo y perseverancia y durante los cuales contó con la colaboración de Mª Josefa Sanz Fuentes y Manuel Vidán Torreira.

## Publicaciones
Monografías
- Historia del monasterio de Santa María de Monfero.  Imprenta Diputación Provincial de La Coruña. ISBN 84-89652-84-8. 310 páginas. La Coruña, 1999.[3]
- La nobleza altomedieval gallega: La familia Froilaz Traba. Editorial Toxoutos. Serie Trivium. N.º 8. ISBN 84-95622-68-8. Páginas 268. Versión en castellano. Noya 2002.[5]
- A nobreza altomedieval galega: A familia Froilaz Traba. Editorial Toxoutos. Serie Trivium. N.º 8. ISBN 84-96259-51-X. Páginas 268. Versión en gallego. Noya 2005.
- El monasterio cisterciense de Santa María de Montero en su documentación (1088-1300). Edita Asociación Cultural de Estudios Históricos de Galicia. ISSN 1885-6349. Páginas 680. La Coruña, 2020.

Artículos
- «Proceso electrolítico de obtención del aluminio». En el libro Electroquímica y medio ambiente en el umbral del siglo xxi. La Coruña, 1995. Editado por la Universidad de La Coruña.  Colección: Cursos, Congresos y Simposios.
- «Historias y memoriales del monasterio de Santa María de Monfero». Cátedra. Revista eumesa de estudios Archivado el 21 de septiembre de 2011 en Wayback Machine.. N.º 2, pp. 75-95. Puentedeume 1995.
- «Breve historia del monacato gallego». DYNA, n.º 7, pp. 41-46, octubre de 1995.
- «La fundación del monasterio de San Isidro de Callobre». Cuadernos de Estudios Gallegos. N.º 107. Tomo 42. pp. 11-24. Año 1995.
- «Un privilegio real de 1117 y el obispo mindoniense don Pedro,  retirado en Caaveiro». Cátedra. Revista eumesa de estudios Archivado el 21 de septiembre de 2011 en Wayback Machine.. N.º 3. pp. 63-77. Puentedeume 1996.
- «La familia Froilaz-Traba en la Edad Media Gallega». Estudios Mindonienses. N.º 12. pp. 275-403. Año 1996.
- «Índice de la documentación en pergamino que se conservaba en el archivo del monasterio de Santa María de Monfero en el año 1833». Cátedra. Revista eumesa de estudios Archivado el 21 de septiembre de 2011 en Wayback Machine.. N.º 4. Páginas 127-165. Puentedeume 1997.
- «Un problema resuelto: la fundación del monasterio de Santa María de Monfero, los privilegios de Alfonso VII y su filiación al Císter». Estudios Mindonienses. N.º 13. Páginas 621-683. Año 1997.
- «Historia del monasterio de Santa María de Monfero». Estudios Mindonienses. N.º 14. Páginas 13-162. Año 1998.[6]
- «Privilegios reales concedidos por Alfonso VII, Fernando II y Alfonso IX al monasterio de Santa María de Monfero (años 1135 a 1213)». Cátedra. Revista eumesa de estudios Archivado el 21 de septiembre de 2011 en Wayback Machine.. N.º 5. Páginas 107-146. Puentedeume 1998.
- «Relación de fuentes documentales, publicadas o transcritas de la historia medieval  gallega». Cátedra. Revista eumesa de estudios Archivado el 21 de septiembre de 2011 en Wayback Machine.. N.º 6. Páginas 39-66. Puentedeume 1999.
- Monfero. Historia. 2 Tomos. En tomo II, capítulo, «Monasticón cisterciense gallego», páginas 96-149. EDILESA. León, 2000.
- «La genealogía (prehistórica) de los Andrade». Cátedra. Revista eumesa de estudios Archivado el 21 de septiembre de 2011 en Wayback Machine.. N.º 7. Páginas 189-216. Puentedeume 2000.
- Mosteiro de Santa María de Monfero. ALDEAR. Periódico interparroquial mensual (Comarca de Monfero). N.º 11 y 12. Página 1 (artículo en dos partes). Monfero, diciembre de 2000 y enero de 2001.
- «Historia de la Virgen de la Cela». Boletín Amigos do mosteiro de Monfero. Boletín N.º 1. Año 1, abril de 2001, página 4.
- «Monasterio de Santa María de Monfero. Bibliografía». Boletín Amigos do mosteiro de Monfero. Boletín N.º 1. Año 1, abril de 2001. página 6.
- «Los memoriales de Sobrado y Monfero. Sus autores fray Bernardo Cardillo de Villalpando y fray Mauricio Carbajo». Anuario Brigantino. N.º 23. Páginas 229-238. Betanzos 2000.
- «Fernán Pérez de Andrade III, o Boo. Sus relaciones con la iglesia y el monacato: Monfero y la Granja de Sa». Cátedra. Revista eumesa de estudios Archivado el 21 de septiembre de 2011 en Wayback Machine.. N.º 9. Páginas 117-148. Puentedeume 2002.
- «Relación de la documentación del monasterio de Santa María de Monfero »(con 1139 documentos). Estudios Mindonienses. N.º 18. Páginas 279-740. Año 2002.
- « La fundación del monasterio de san Salvador de Cines». Anuario Brigantino. N.º 24. Páginas 139-156. Betanzos 2001.
- «Los milagros de la Virgen de Cela». Boletín Amigos do Monasterio de Monfero|mosteiro de Monfero. Boletín N.º 2. Año II. Febrero 2003. Página 4.
- «Recensión sobre el Monasticón Cisterciense». 2 vol. EDILESA. León 2000”. Boletín Amigos do Monasterio de Monfero. Boletín N.º 2. Año II. Febrero 2003. Página 6.
- «Nogueirosa: su monasterio y su castillo». Cátedra. Revista eumesa de estudios Archivado el 21 de diciembre de 2018 en Wayback Machine.. N.º 10. Páginas 249-268. Puentedeume 2003.
- «Narración de los hechos ocurridos en el año 1702, en que los vecinos de Labrada y Buriz se rebelaron contra el monasterio de Monfero, negándose a pagar lo que les  correspondía en concepto de foros»”. Boletín Amigos do Monasterio de Monfero. Boletín N.º 3. Año II. Julio 2003. Páginas 4-5.
- «El desaparecido archivo del monasterio de Santa María de Monfero». Boletín Amigos do mosteiro de Monfero. Boletín N.º 3. Año II. Julio 2003. Página 6.
- «Los monasterios cistercienses gallegos» Revista ESCULCA. N.º 10. Noviembre 2003. Páginas 4-12. Organo da Sociedade Cultural e Museo «As Mariñas dos Frades».
- «Historia del monasterio de san Salvador de Bergondo». Estudios Mindonienses. N.º 21. Páginas 379-438. Año 2005.
- «Un nuevo documento de 1117 del monasterio de Caaveiro». Cátedra. Revista eumesa de estudios Archivado el 21 de septiembre de 2011 en Wayback Machine.. N.º 13. Páginas 165-188. Puentedeume 2006..
- «Uno de los primeros monasterios benedictinos en Galicia: San Isidro de Callobre». Anuario Brigantino. N.º 28. Páginas 87-104. Betanzos 2005.
- «Uno de los primeros monasterios benedictinos de Galicia: San Isidro de Callobre, próximo a Monfero». Boletín Amigos do mosteiro de Monfero. Boletín N.º 7. Año V. Junio 2006. Página 4-6. (Resumen del anterior)
- «Historia del monacato gallego». Revista NALGURES. N.º 2. Año 2005 (editado en 2007). Páginas 9-47.
- «Fuentes documentales de la Edad Media Gallega». Revista NALGURES. N.º 3. Año 2006 (editado en 2007). Páginas 201-247.
- «Historia medieval del monasterio de Santa María de Monfero». Actas de las IV Xornadas de Estudios Medievais da Mariña Central. Monxes e Mosteiros na Mariña Medieval. 30 noviembre-2 de diciembre de 2007
- «La nobleza altomedieval gallega. La familia Froilaz-Traba. Sus fundaciones monacales en Galicia en los siglos xi, xii y xiii». Revista NALGURES. N.º 4. Año 2007 (editado en 2008). Páginas 241-331.
- «La antigua demarcación de Faro, el castillo de Faro, y la fundación de Crunia». Revista PORTEO. Boletín de la Sociedad Filatélica de La Coruña. La Coruña 23 de noviembre de 2009. Páginas 11-21.
- «Algunas precisiones sobre la antigua demarcación de Faro, el castillo de Faro, El Burgo y la fundación de Crunia». Revista NALGURES. N.º 5. Año 2008 (editado en 2009). Páginas 175-208.
- «Breve historia de la primera etapa del monasterio de Sobrado y del comienzo de la segunda etapa cisterciense». Revista Rudesindus. N.º 6. Año 2010. Páginas 105-113.
- «Relación de la hacienda que tenía el Imperial Monasterio de Nuestra Señora Santa María de Monfero (1736-1738)» Cátedra. Revista eumesa de estudios Archivado el 21 de septiembre de 2011 en Wayback Machine.. N.º 19. Puentedeume 2012. Páginas 381-416.
- «Tumbo Viejo de Lugo». Transcripción. Junto con Manuel Vidán Torreira. Estudios mindonienses. N.º 27, año 2011. Páginas 11-373.
- «La antigua demarcación de Faro, el castillo de Faro y la fundación de Crunia». O Noso Lar. Órgano difusor del «Lar Gallego». Avilés. N.º 34. Año 2012. Páginas 81-87. (Versión reducida de lo publicado en NALGURES N.º 5).
- «Los tumbos y memoriales de los monasterios de Sobrado y Monfero. Sus autores». Estudios Mindonienses. N.º 30. Año 2014. Páginas 79 a 105. (Es un nuevo artículo, ampliación del publicado en Anuario Brigantino. N.º 23. Páginas 229-238. Betanzos 2000).
- «Sisnando Menéndez, Obispo de Santiago», con la transcripción del manuscrito: «Suplemento al tomo XIX de la España Sagrada del R.P.M.F.H. Flórez, tomo I1. Contiene la vida de Sisnando Menéndez, fundador del Monasterio de San Salvador de Sobrado, obispo iriense compostelano, IV de los Obispos de nombre Sisnando». Annuarium Sancti Iacobi. Santiago. Año 2014. N.º 3. Páginas 45-309.